# Poecilus versicolor
Poecilus versicolor là một loài bọ cánh cứng thuộc họ Carabidae đặc hữu của miền Cổ bắc (bao gồm châu Âu). Ở châu Âu, nó được tìm thấy ở Albania, Áo, Belarus, Bỉ, Bosna và Hercegovina, Quần đảo Anh, Bulgaria, Corse, Croatia, Cộng hòa Séc, mainland Đan Mạch, Estonia, Phần Lan, chính quốc Pháp, Đức, Hungary, Cộng hòa Ireland, chính quốc Ý, Kaliningrad, Latvia, Liechtenstein, Litva, Luxembourg, Cộng hòa Macedonia, Moldova, Bắc Ireland, mainland Na Uy, Ba Lan, Chính quốc Bồ Đào Nha, România, Nga, Slovakia, Slovenia, Chính quốc Tây Ban Nha, Thụy Điển, Thụy Sĩ, Hà Lan, Ukraina và Nam Tư.

## Hình ảnh

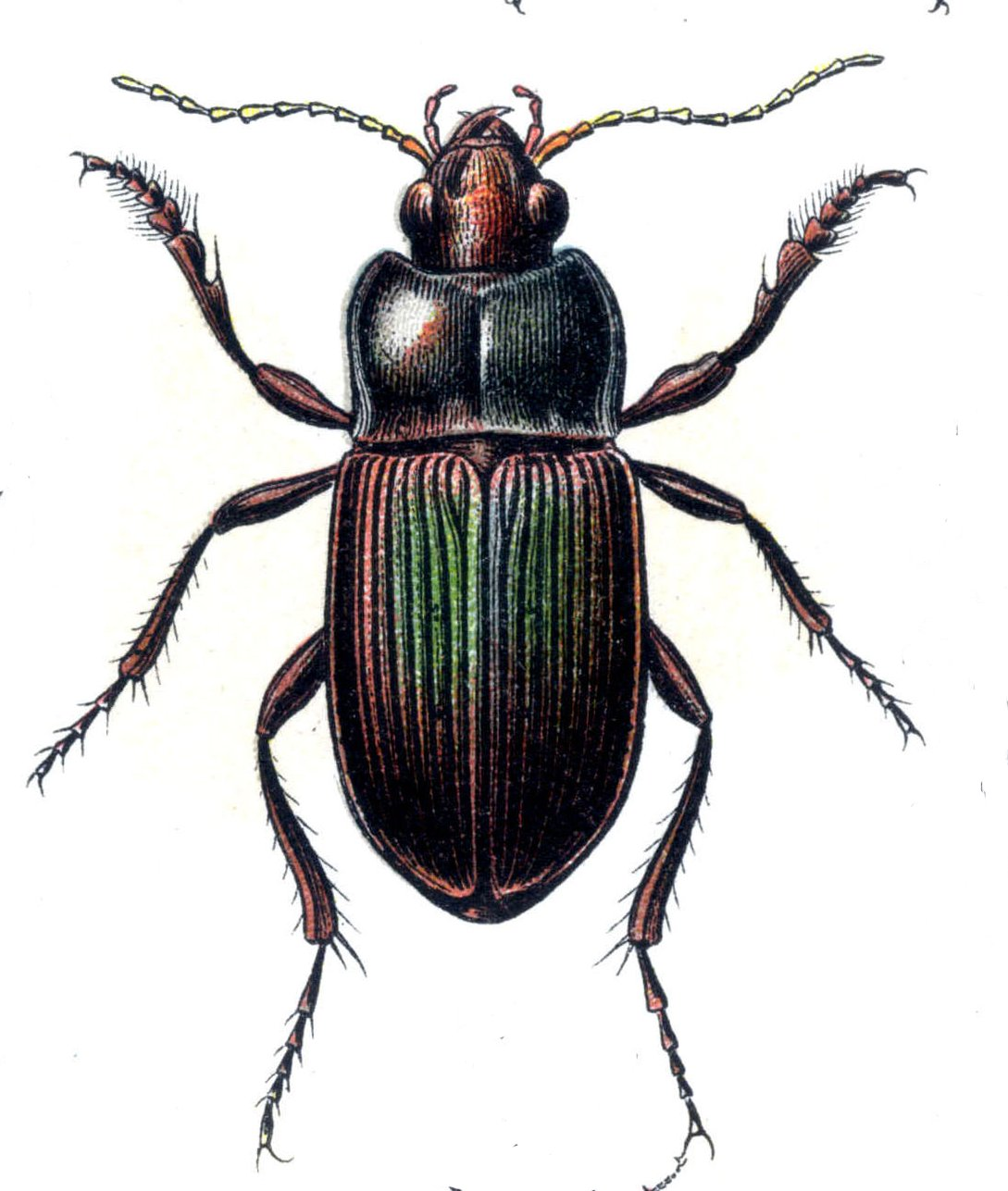
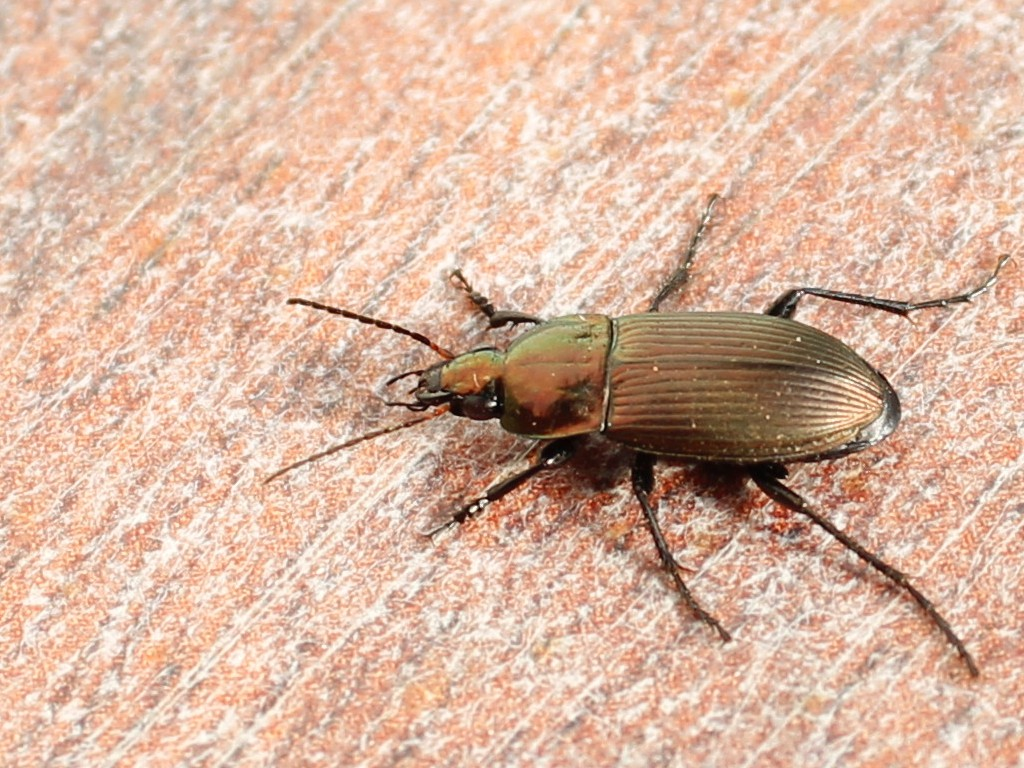
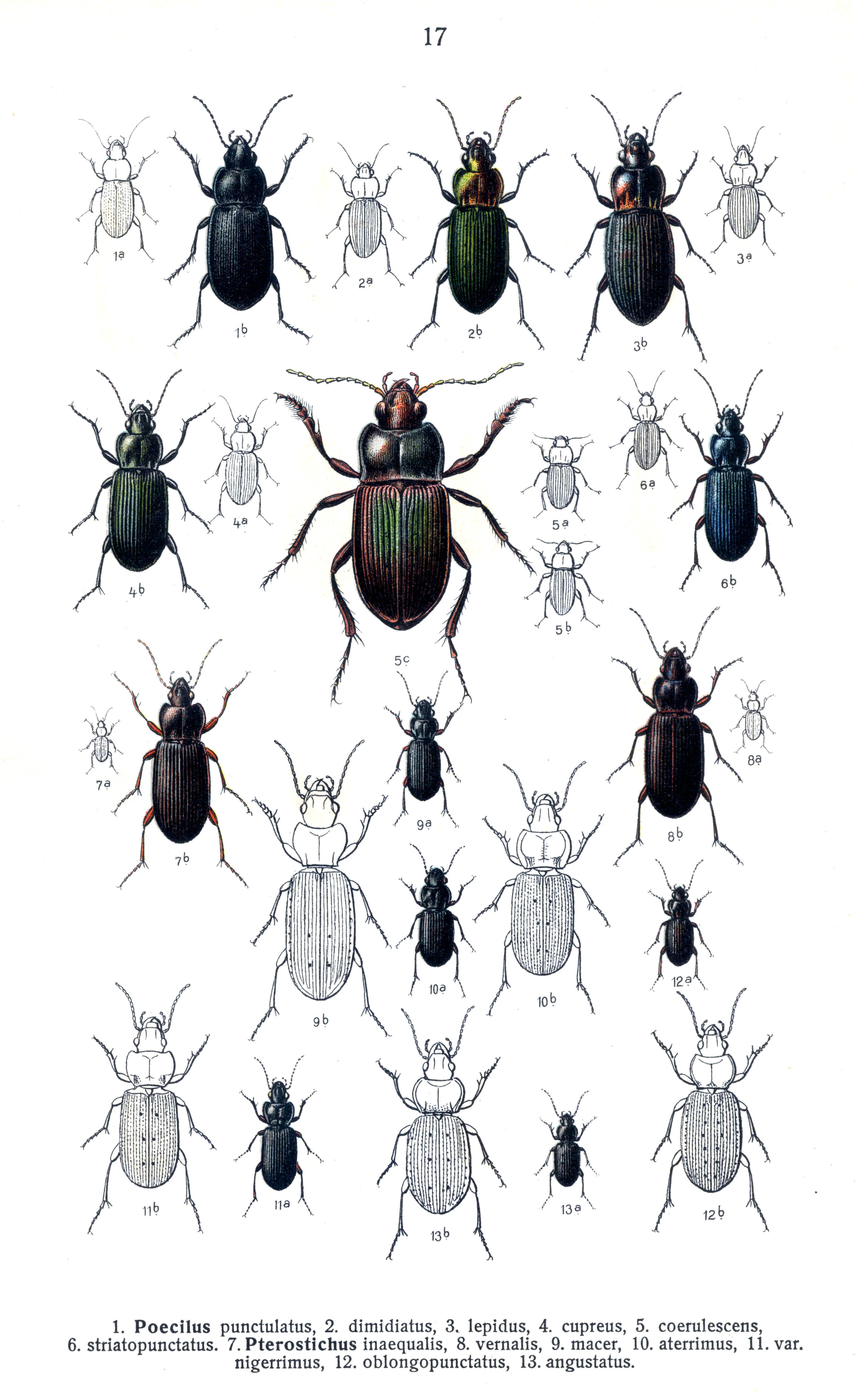